# Keweenaw Peninsula

Keweenaw Peninsula.

Copper Island.

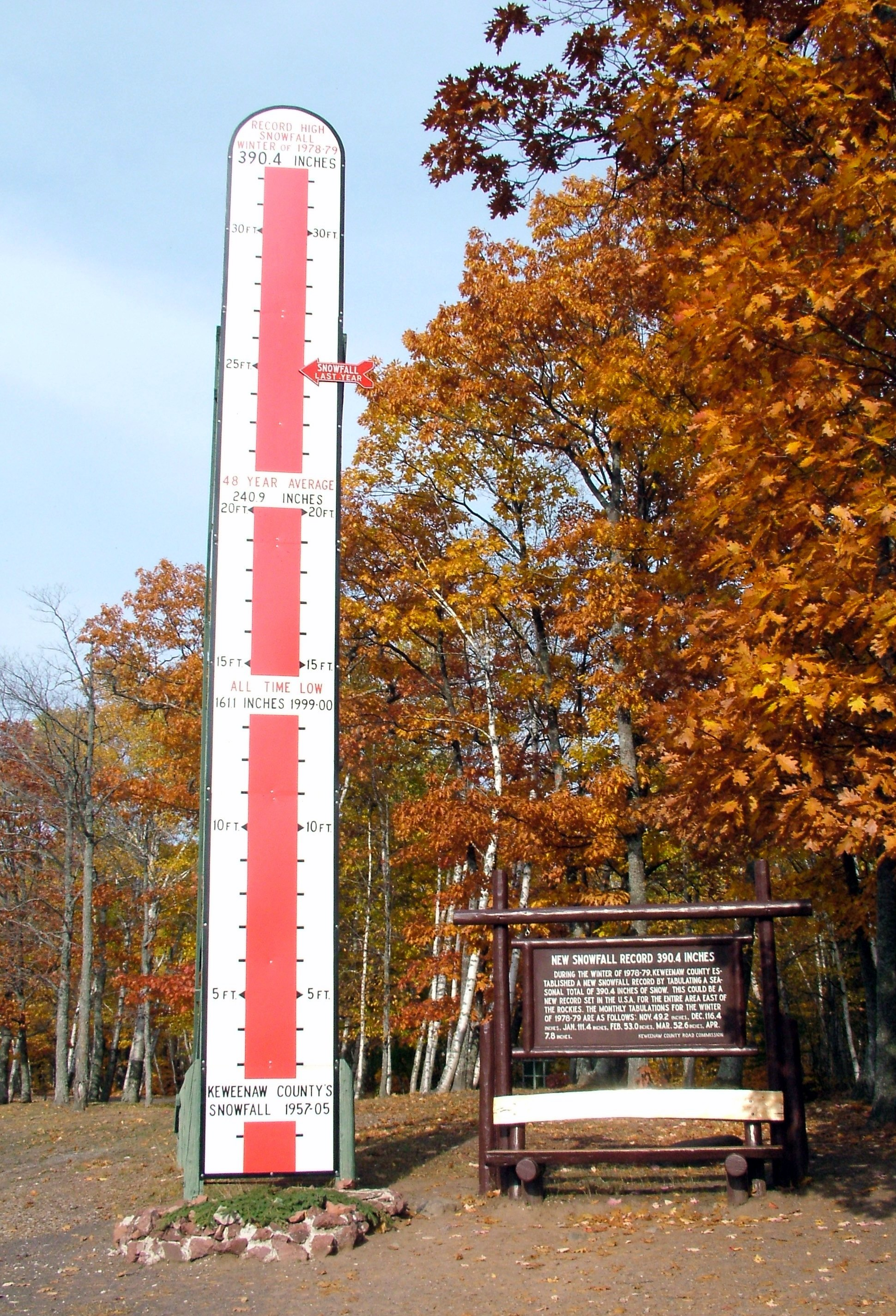
„Keweenaw Snow Thermometer“, nördlich von Mohawk, MI an der US-41.

Die Keweenaw (ˈkiːwənɔː) Peninsula, auch Keweenaw-Halbinsel genannt, ist der nördlichste Teil der Upper Peninsula in Michigan. Sie ragt in den Oberen See hinein und war die Stätte des ersten Booms auf der Suche nach Kupfer in den Vereinigten Staaten. Heute sind Holzwirtschaft und Touristik die wichtigsten Wirtschaftszweige der Region; auch die Bildung trägt durch die Michigan Technological University und die Finlandia University einen Großteil zur Beschäftigung bei. Der nördliche Endpunkt des bis nach Miami, Florida führenden U.S. Highway 41 liegt bei Copper Harbor.
Der nordöstliche Teil wird manchmal als Copper Island (oder von den finnischen Einwanderern, die in der Region zahlreich sind, auch Kuparisaari) bezeichnet, obwohl diese Bezeichnung immer weniger gebraucht wird. Dieser Teil, der mehrheitlich zum Keweenaw County gehört, ist vom Rest der Halbinsel durch den Keweenaw Waterway getrennt, einem natürlichen Wasserlauf, der in den 1860er Jahren ausgebaggert und verbreitert wurde und die Halbinsel zwischen den Städten Houghton (nach Douglass Houghton) im Süden und Hancock im Norden durchschneidet. Der südwestliche Teil der Halbinsel gehört zum Houghton County.
Die Keweenaw-Verwerfung verläuft in etwa der Länge nach über die Halbsinel. Diese geologische Bruchlinie sorgte für die schön anzuschauenden Klippen an der US 41 und am Brockway Mountain Drive nördlich von Calumet.

## Geologie

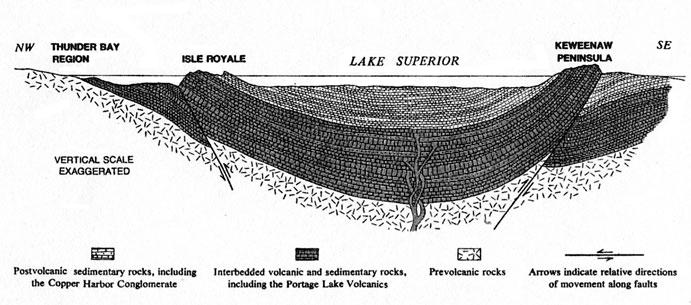
Querschnitt des Beckens des Oberen Sees mit den geneigten Schichten Vulkangesteins, die sowohl die Keweenaw Peninsula als auch Isle Royale bilden

Die ältesten und größten Lavaströme, die auf der Erde bekannt sind, finden sich auf der Keweenaw Peninsula. Diese vulkanische Aktivität erzeugte die einzigen Strata auf der Erde, wo wirtschaftlich abbaubar 97-prozentig reines Kupfer gefunden wird.
Die Keweenaw Peninsula und Isle Royale, die durch das Midcontinent Rift System geformt wurden, sind die einzigen Stellen in den Vereinigten Staaten, wo prähistorischer Abbau von Kupfer durch Eingeborene nachgewiesen ist. Gegenstände, die diese Indianer herstellten, wurden bis ins heutige Alabama gehandelt.

## Klima
Das Klima der Keweenaw-Halbinsel ist stark vom umliegenden Oberen See beeinflusst. Die Winter bleiben daher etwas milder als weiter landeinwärts. Das Frühjahr ist kühl und kurz und geht in meist milde Sommer mit Juli-Tageshöchstwerten um 21 °C über. Der Herbst beginnt im September und bringt die charakteristische Verfärbung des Laubs der von Zuckerahorn dominierten Wälder mit sich. Mitte November beginnt der Winter, der sich durch anhaltende See-Effekt-Schneefälle auszeichnet. Je nach Lage fallen im Durchschnitt bis zu 640 cm Schnee pro Winter (die Westküste und die Spitze der Halbinsel erhalten weitaus mehr Schee als der südöstliche Winkel an der Keweenaw Bay). Der Rekord liegt bei 990 cm für den Winter 1978/79.

## Geschichte
Die reichen Vorkommen an Kupfer und etwas Silber auf der Halbinsel wurden von etwa der Mitte des 19. Jahrhunderts an industriell abgebaut. Die Industrie wuchs in der zweiten Jahrhunderthälfte, und auch einen großen Teil des 20. Jahrhunderts waren im Bergbau tausende von Bewohnern beschäftigt. Dieser lebhafte Wirtschaftszweig erzeugte den Bedarf an ausgebildeten Bergbauexperten und führte 1885 zur Gründung der Michigan Mining School (heute die Michigan Technological University, MTU) in Houghton. Zwar hat die MTU ihren Bergbaustudiengang 2006 nicht mehr fortgeführt, aber Ingenieurstudiengänge in anderen Fachgebieten werden weiterhin angeboten. Der Abbau von Kupfererz auf der Halbinsel wurde 1967 eingestellt, allerdings wurde in Ontonogan noch eine Weile Kupfersulfat gewonnen. Zur selben Zeit wie der Bergbauboom blühte auch das Einschlagen von Weymouth-Kiefern. Das Holz wurde für die Stempel in den Minenschächten gebraucht und diente den Ortschaften, die um die größeren Bergwerke lagen, als Brennholz und als Bauholz für die wachsende Bevölkerung. Ein Großteil der Holzfällerei wurde im Winter betrieben, wenn der Boden gefroren war und somit der Betrieb einfacher. Aufgrund der Art und Weise des Holzeinschlags in jener Zeit, unterscheiden sich die Wälder auf der Halbinsel heute stark von ihrem Zustand Ende des 19. Jahrhunderts.
Von 1964 bis 1971 kooperierte die University of Michigan mit der NASA und der U.S. Navy beim Betrieb des Raketenstartplatzes Keweenaw Range.

## Siedlungen
Zu den Siedlungen auf der Halbinsel gehören:
- Ahmeek
- Atlantic Mine
- Bete Grise
- Calumet
- Chassell
- Copper Harbor
- Delaware
- Dodgeville
- Dollar Bay
- Dreamland
- Eagle Harbor
- Eagle River
- Freda
- Gay
- Hancock
- Houghton
- Hubbell
- Hurontown
- Lac La Belle
- Lake Linden
- Laurium
- Little Betsy
- Mandan
- Mason
- Mohawk
- Osceola
- Painesdale
- Pelkie
- Phoenix
- Quincy
- Redridge
- Ripley
- South Range
- Tapiola
- Toivola
- Wyoming

## Belege
1. ↑  Exploring the North Seite über Houghton
2. ↑  Public Law 102-543 (27. Oktober 1992); 106 STAT. 3569